# سياحة شعبية

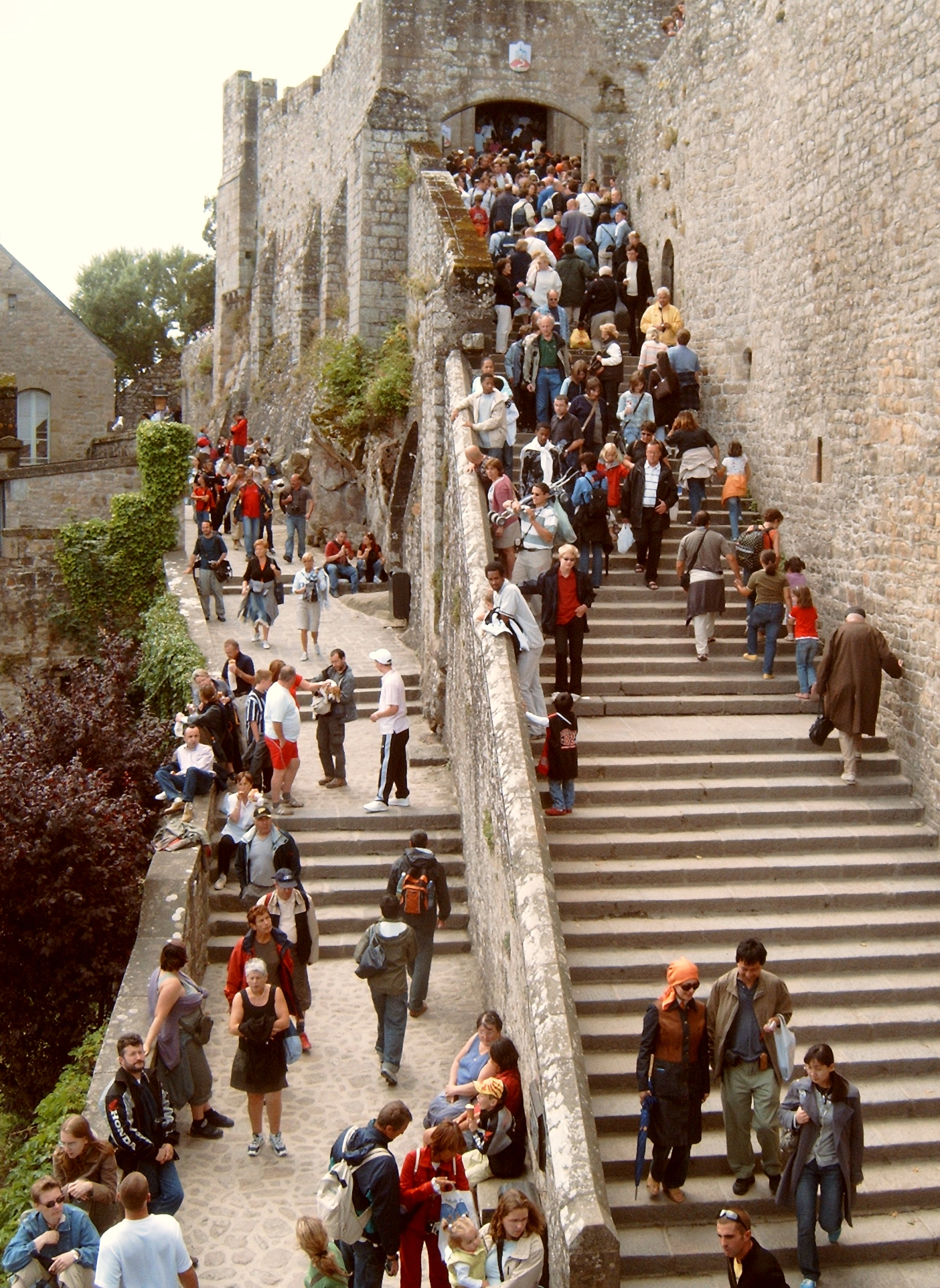
نموذج سياحة شعبية بموقع جبل القديس ميشيل بالموقع السياحي التاريخي بنورماندي

السياحة الشعبية وتعرف أيضا ب"السياحة الجماهيرية" أو "السياحة الجماعية" (بالإنجليزية Mass tourism).
ويقوم هذا النوع أو النشاط السياحي على الكم، من خلال العمل على جلب أكبر عدد ممكن من السياحة إلى منطقة أوجهة معينة أو مواقع سياحية معينة، وهذا النوع من النشاط السياحي يساعد على تحريك النشاط الاقتصادي، وعلى وجه الخصوص خدمات الاتصالات السلكية واللاسلكية.
وغالبا ما يتم تجنب اللجوء إلى هذا القسم في المخططات السياحية الوطنية التي تخص المواقع السياحية الحساسة، والمواقع الإيكولوجية والمحميات الطبيعية، وبعض مواقع المآثر والمواقع التاريخية النفيسة.

## تأثيرات السياحة الشعبية
والسياحة الشعبية كما لها فوائد اقتصادية وثقافية، فهي سفيرة الشعوب الأولى، إلا أن لها تاثيرات على المواقع البيئية والإيكولوجية والمآثر التاريخية، أكثر من السياحة الراقية، لأن هذا الهدف غالبا ما يركز على جلب العدد الأكبر من السياح، لتحصيل مداخيل الصناعة السياحية من خلال الجذب السياحي الكمي، مما قد يؤدي إلى تشكل ضغط كبير غير صحي في بعض المواقع الإيكولوجية الحساسة، وبعض المواقع التاريخية القديمة ببنيتها، كما هو بالنسبة لمدينة البندقية مثلا، فرغم المداخيل السياحية الهائلة والرواج الاقتصادي الكبير، فقد أصبحت تعاني من هذا الضغط الناتج عن السياحة الشعبية-الجماهيرية. ونفس الشيء نجده في مواقع بعض الآثار القديمة، كالأهرمات مثلا، لهذا تعمل المخططات السياحية على أن يتم تنظيم أو في بعض الحالات تقنين الزيارات إليها داخل البناء أو إقامة حواجز وهياكل تحول دون المساس بالموقع لإدارة الضغط اليومي والمسترسل.

### الإيجابيات
- يتم خلق وظائف سياحية للساكنة المحلية، في العديد من المجالات - في الفندقة، والتجارة عن طريق بين المتجات المحلية، إضافة إلى الطعامة وترويج المواد الغذائية والإستهلاكية من إنتاج محلي، وغيرها من الصناعات في الخدمات ذات الصلة.[1]
- غالبا ما تعمل السلطات المحلية في دول العالم الثالث تماشيا مع مخططات التنمية السياحية، على تطوير البنية التحتية فيما يخص مد الطرق، والسكك الحديدية، والمرافق العمومية، وخدمات المياه والكهرباء وغيرها من الضروريات.. لتحسين من جودة استيعاب السياح، وهذا يؤدي بالموازاة إلى استفادة السكان المحليين أيضا من هذه التطورات في البنية التحتية.
- تطوير وتوفير وسائل النقل العمومية والخاصة.
- الزيادات في القاعدة الضريبية المحلية، وبالتالي فإن مجالس الحكم المحلية، في إطار توفر الشفافية الديموقراطية، يمكن أن تستثمر هذه المداخيل في المدارس والرعاية الصحية والخدمات الاجتماعية.
- تعتبر السياحة الشعبية السفير الأقوى والأهم للتعريف بالثقافة المحلية، وتقريب الحوار بين الثقافات والحضارات، والتعرف على القيم والواقع المحلي، دون أي عامل خارجي قد يرسل صورة سلبية أو عدائية من شعب إلى شعب أو من حضارة إلى أخرى مختلفة.

فتعرف السياح الوافدين أو السكان المحليين على ثقافات جديدة، ينشر مزيدا من الوعي والانفتاح الثقافي وقيم التسامح والتفاهم الثقافي والحضاري بين الشعوب.

### السلبيات

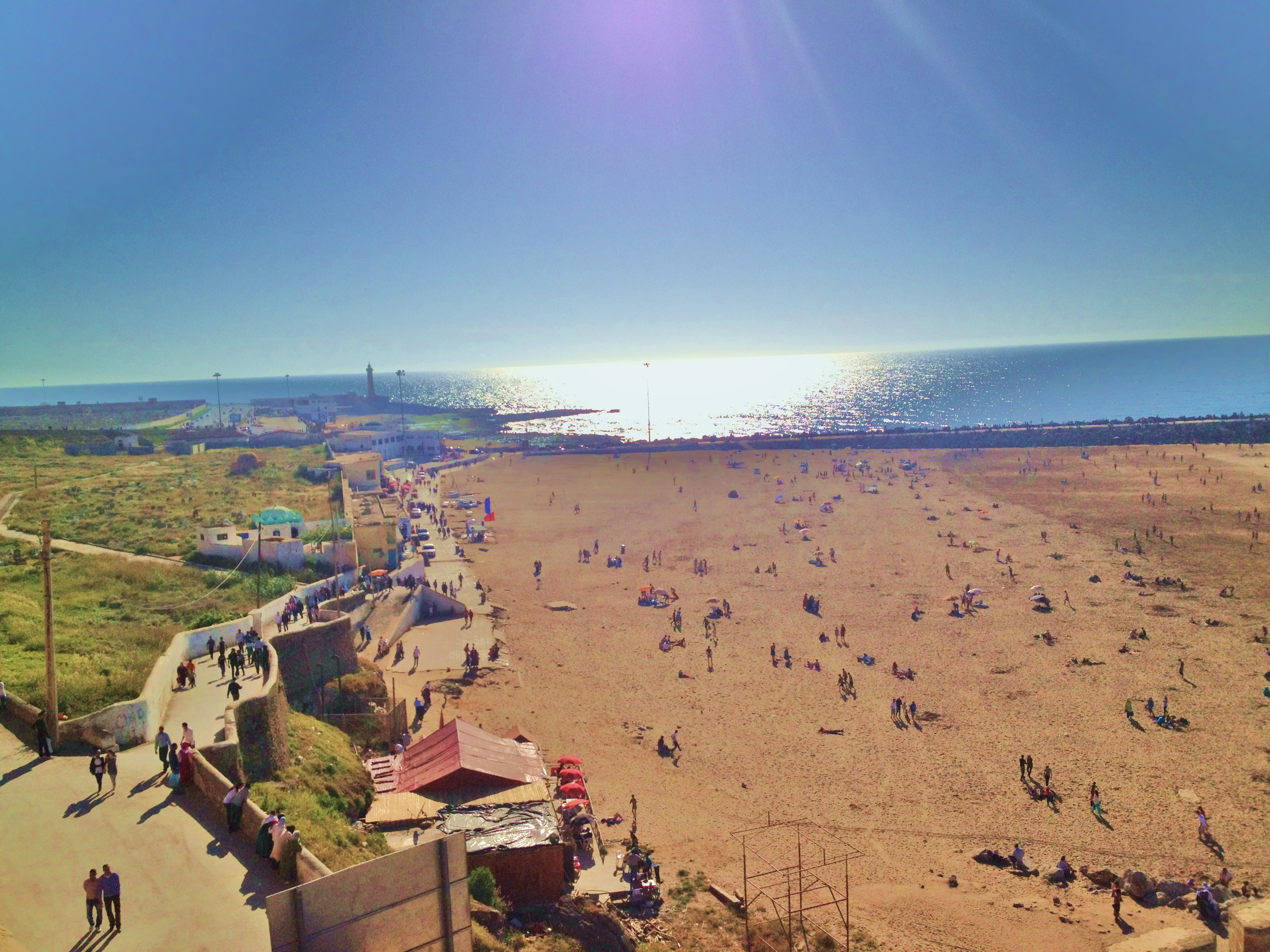
نموذج موقع استقطاب السياحة الشعبية بقصبة الوداية التاريخية، من فئة السياحة الشاطئية والتاريخية معا، بمصب نهر أبي رقراق بموقعي الرباط وسلا

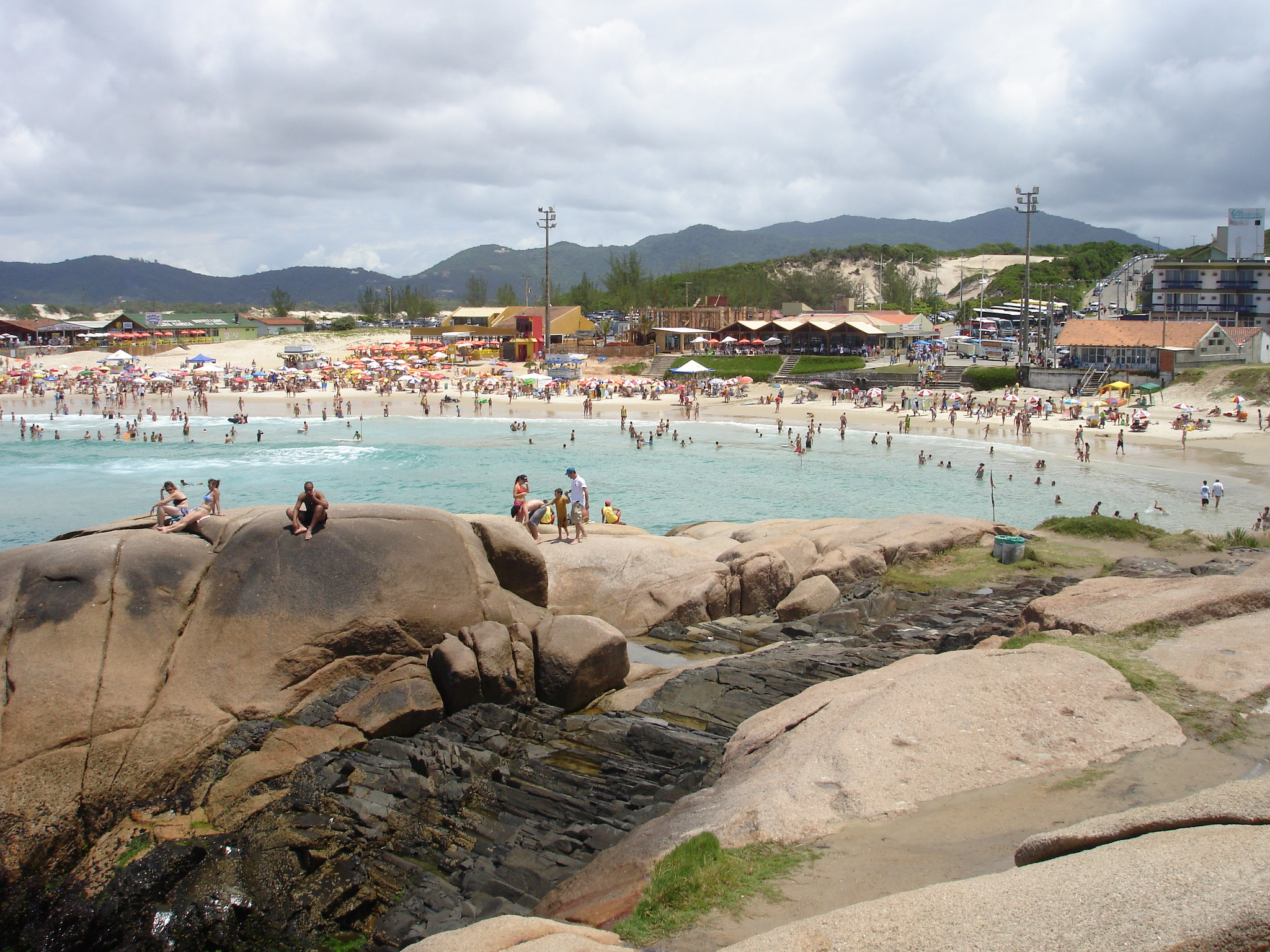
موقع جذب سياحي، من نوع سياحة شعبية(جماهيرية)، بفلوريانوبوليس، سانتا كاتارينا، البرازيل

- اعتماد بعض دول العالم الثالث على الوظائف السياحية بشكل كبير، يمكن أن يكون أمرا معوزا للساكنة المحلية، ويؤدي إلى تفقير في مصادر الدخل، فالوظائف السياحية غالبا ما تكون موسمية - كالسياحة الشاطئية- ومنتجعات التزلج في فصل الشتاء. وغالبا ما يقترن ازدهارها بالعامل الخارجي، والازدهار الاقتصادي للدول المصدرة للسوق السياحية، وبالتالي يمكن للناس أن يجدوا أنفسهم عاطلين عن العمل في نهاية الموسم أو أثناء كل زمة عالمية أو محلية.
- السياحة الشعبية تستهلك كميات هائلة من الموارد المائية، وفي ذلك تأثير سلبي على دول الجنوب أو الدول التي تعرف شحا في الموارد المائية، وفي هذا الإطار فهي تناقض نوع السياحة المستدامة.
- السياحة الشعبية، قد تدخل قيما وثقافات جديدة يمكن أن تصنف كقيم سلبية،[1] كازدهار السياحة الجنسية، وما تشكله من أخطار على بينية مجتمعات التي تعاني من الفقر وما يترتب عليه من استغلال القاصرين.
- الضغط على البنية الإيكولوجية.
- الضغط على بعض المواقع الأثرية الحساسة، خصوصا في بعض دول الجنوب التي تعرف نقصا تقنيا وعلميا وميكانيزميا في التعامل مع هذه الضغوط.
- في احيان كثيرا يتم التأثير على الأراضي الفلاحية لفائدة توسع الصناعة السياحية.